# Her Soldier Sweetheart
Her Soldier Sweetheart è un cortometraggio muto del 1910 diretto da Sidney Olcott.

## Trama

### Elenco delle scene
- Prima scena: La storia della zia Kate
- Seconda scena: Il fidanzato di Kate si dichiara per gli americani
- Terza scena: l'addio
- Quarta scena: in guerra
- Quinta scena: il giovane viene catturato come spia
- Sesta scena: il destino in guerra
- Settima scena: il ritorno del soldato
- Ottava scena: il suo perduto amore[1]

## Produzione
Il film fu prodotto dalla Kalem Company. Venne girato a Jacksonville, Florida.

## Distribuzione
Distribuito dalla Kalem Company, il film - un cortometraggio di una bobina - uscì nelle sale cinematografiche USA il 9 marzo 1910.